# 25 janvier
Pour les articles homonymes, voir Vingt-Cinq-Janvier.
25 décembre 25 février
Chronologies thématiques
- Croisades
- Ferroviaires
- Sports
- Disney
- Anarchisme
- Catholicisme

Abréviations / Voir aussi
- (° 1852) = né en 1852
- († 1885) = mort en 1885
- a.s. = calendrier julien
- n.s. = calendrier grégorien
- Calendrier
- Calendrier perpétuel
- Liste de calendriers
- Naissances du jour

Le 25 janvier est le 25e jour de l'année du calendrier grégorien.
Il reste 340 jours avant la fin de l'année, 341 lorsqu'elle est bissextile.
C'était généralement le 6e jour du mois de pluviôse dans le calendrier républicain / révolutionnaire français, officiellement dénommé jour du laurier (viorne) tin. En France, le 25 janvier est la Journée nationale de lutte contre le sexisme en France, instaurée par le Ministère de l'Europe et des Affaires étrangères en 2024, pour sensibiliser la société, et notamment le jeunes aux enjeux du sexisme, faire évoluer les mentalités (encourager un changement de comportement et de perception vis-à-vis des stéréotypes de genre) et libérer la parole des victimes.

## Événements

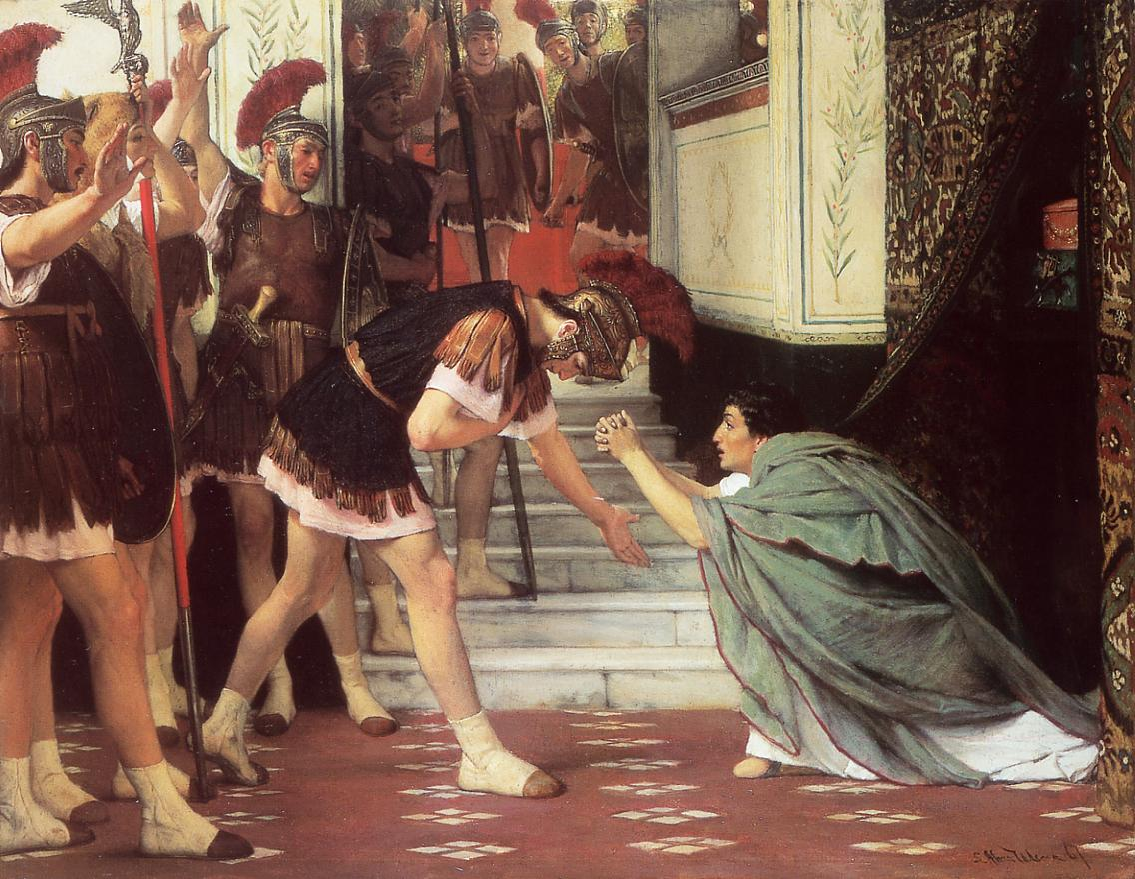
Reconnaissance de Claude comme empereur de Rome telle que décrite par Flavius Josèphe
(Lawrence Alma-Tadema, 1867)

### Iersiècle
- 41 : Claude devient empereur romain.

### VIIIesiècle
- 750 : victoire décisive des Abbassides sur les Omeyyades à la bataille du Grand Zab.

### XVesiècle
- 1494 : Alphonse II monte sur le trône de Naples en Italie actuelle.

### XVIesiècle
- 1515 : sacre du nouveau roi de France François Ier à Reims sur deux jours.
- 1516 : Jeanne la Folle devient reine d'Aragon en Espagne actuelle.
- 1533 : mariage de Henri VIII d'Angleterre avec Anne Boleyn.
- 1554 : fondation de São Paulo au Brésil actuel.
- 1573 : bataille de Mikata-Ga-Hara.
- 1575 : fondation de Luanda.

### XVIIIesiècle
- 1755 : fondation de l'université d'État de Moscou.

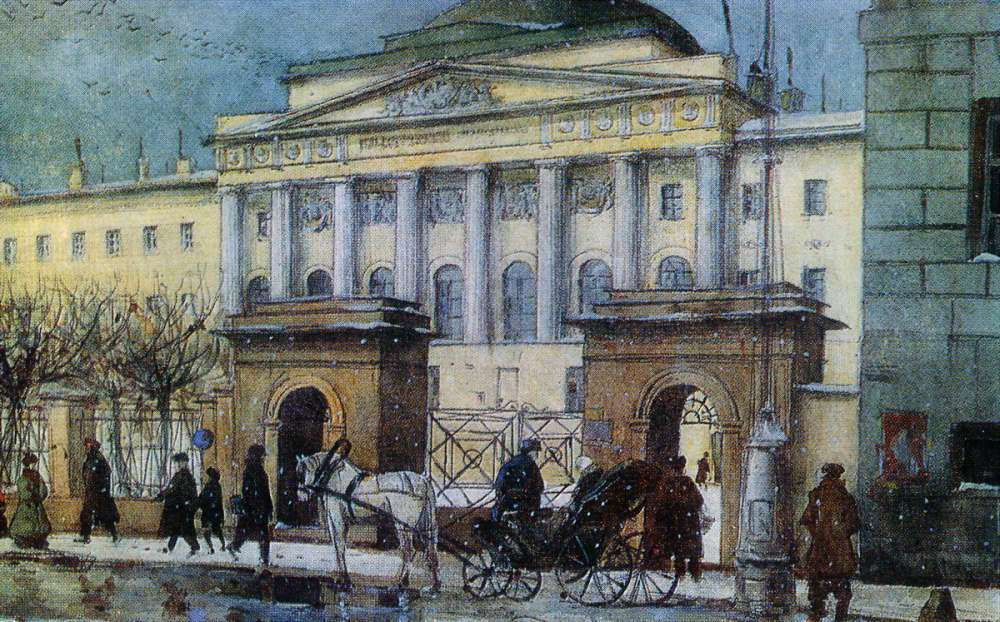
Ancien bâtiment de l'université de Moscou en face du Manège, aujourd'hui faculté de journalisme (gravure d'après Konstantine Iouon)

- 1785 : affaire du collier de la reine en France.
- 1792 : création de la London Corresponding Society.

### XIXesiècle
- 1800 : bataille du pont du Loc'h pendant la Chouannerie de l'ouest de la France.
- 1802 : naissance de la République italienne.
- 1813 : signature du Concordat de Fontainebleau entre la France napoléonienne et la papauté.
- 1831 : la diète de Pologne dépose Nicolas Ier du trône du pays.
- 1890 : traité de Montevideo fixant la frontière entre l'Argentine et le Brésil.

### XXesiècle

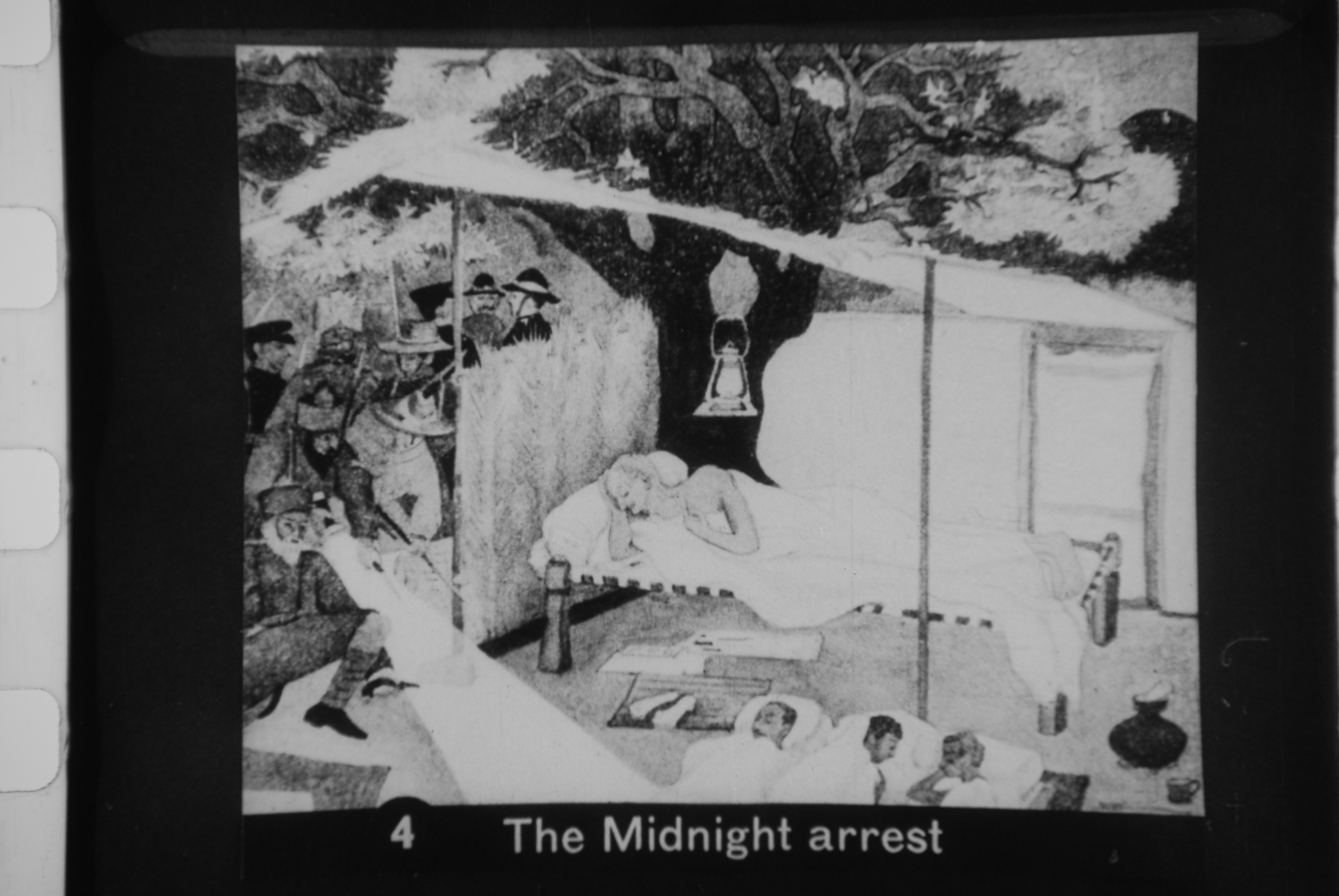
Arrestation du Mahatma Gandhi après la marche du sel

- 1905 : début de la bataille de Sandepu pendant la guerre russo-japonaise.
- 1931 : libération du Mahatma Gandhi en Inde.
- 1945 : fin de la bataille des Ardennes en Europe (seconde guerre mondiale).
- 1946 : résolution no 1 du conseil de sécurité des Nations unies relative au "comité d'état-major".
- 1952 : crise franco-allemande à propos de l'administration de la Sarre.
- 1957 : annexion du Cachemire par l'Inde.
- 1971 : Idi Amin Dada devient président de l'Ouganda.
- 1981 : condamnation à mort de la veuve de Mao Zedong Jiang Qing.
- 1983 : arrestation du nazi Klaus Barbie en Amérique du Sud.
- 1996 : démission du Premier ministre polonais Józef Oleksy soupçonné d'espionnage.

### XXIesiècle

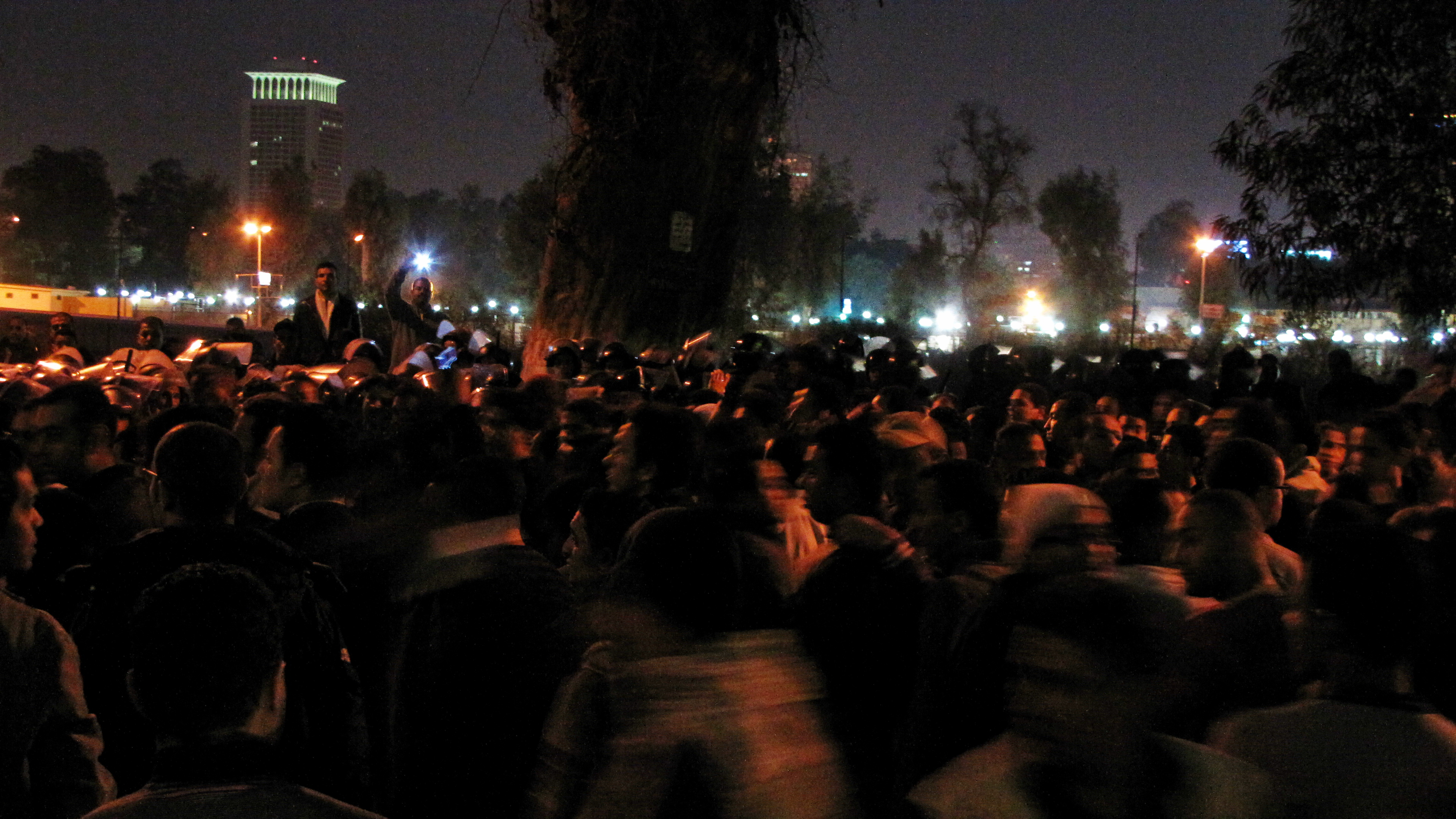
Manifestation à Gizeh, prélude de la révolution égyptienne de 2011

- 2011 : début de la révolution égyptienne de 2011 (en arabe ثورة 25 يناير - thawrah 25 yanāyir, révolution du 25 janvier). La place Tahrir au Caire grouille de manifestants, ils sont plusieurs millions dans le pays (puis 11 février suivant).
- 2015 : victoire du parti politique de gauche radicale SYRIZA aux élections législatives grecques.
- 2019 : première alternance politique pacifique en République Démocratique du Congo (RDC) (entre les présidents Joseph Kabila et Félix Tshisekedi).
- 2022 : alors que « tous les 3 jours en France, une femme est tuée parce qu’elle est une femme » et à l'occasion d'une campagne nationale de sensibilisation intitulée « Le sexisme on ne sait pas toujours quand ça commence, mais on sait comment ça se termine »[1], sur demande du Haut Conseil à l'égalité (HCE), le Gouvernement français déclare que le 25 janvier est désormais la « journée nationale contre le sexisme pour une société plus égalitaire »[2].
- 2024 : Exécution de Kenneth Eugene Smith, la première par inhalation forcée d'azote de l'histoire.
- 2025 : 
  - en Grèce, l'élection présidentielle a lieu afin d'élire au suffrage indirect le président hellénique pour un mandat de cinq ans[3].
  - en République démocratique du Congo, début de la bataille de Goma[4].

## Arts, culture et religion
- 817 : consécration du pape Pascal Ier.
- 1909 : première de l'opéra de Richard Strauss Elektra au Semperoper de Dresde.
- 1946 : première de Métamorphoses de Richard Strauss, par Paul Sacher à la tête du Collegium Musicum de Zurich.
- 1959 : Jean XXIII annonce la convocation du concile œcuménique "Vatican II".

## Sciences et techniques
- 1994 : lancement de Clementine par DOD et NASA.
- 1995 : fausse alerte nucléaire en Russie après le lancement d'une fusée Black Brant XII à partir de la base de lancement d'Andøya en Norvège.
- 2020 : premier vol du Boeing 777X à l'Aéroport du Paine Field à Everett, non loin des usines Boeing qui en ont assemblé les pièces.

## Économie et société
- 1983 : arrestation de Klaus Barbie à La Paz en Bolivie.
- 1995 : les télévisions passent en boucle le coup de pied du joueur de football français Éric Cantona contre un spectateur de Crystal Palace qui lui a lancé des insultes xénophobes après une expulsion (championnat anglais)[5].
- 2019 : rupture d'un barrage entraînant une catastrophe environnementale et la disparition de centaines de personnes au Brésil.

## Naissances

### VIIIesiècle
- 750 : Léon IV le Khazar, empereur byzantin († 8 septembre 780).Gravure sur bois de fil représentant Anne de Bretagne.

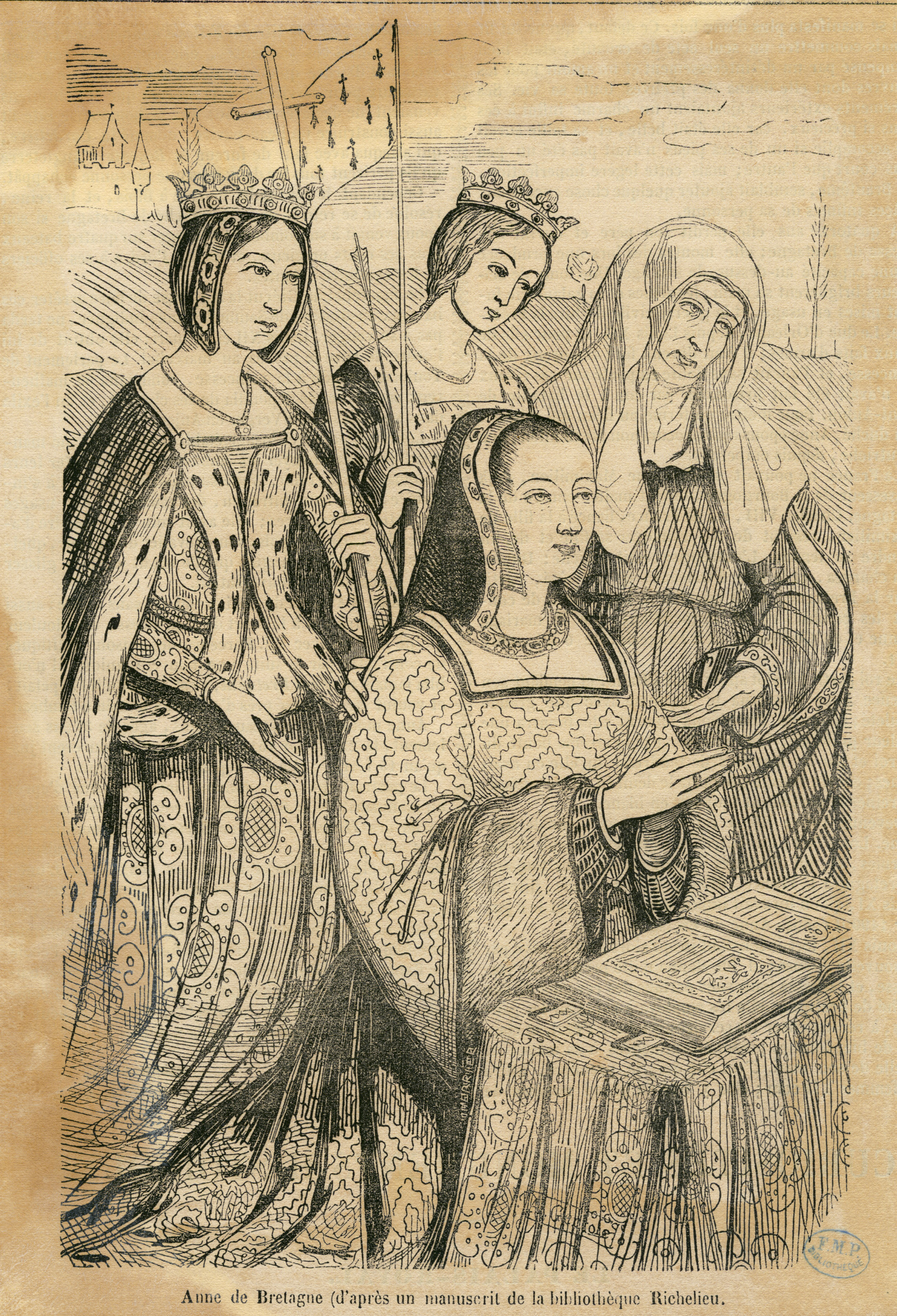
Gravure sur bois de fil représentant Anne de Bretagne.

### XVesiècle
- 1477 : Anne de Bretagne, duchesse de Bretagne, reine de France consort († 9 janvier 1514).

### XVIesiècle
- 1567 : Marguerite d'Autriche, princesse de la maison des Habsbourg († 5 juillet 1633).

### XVIIesiècle
- 1627 : Robert Boyle, mathématicien irlandais († 30 décembre 1691).

### XVIIIesiècle
- 1723 : Mademoiselle Clairon (Claire-Josèphe Léris dite), actrice française († 29 janvier 1803).
- 1736 : Joseph-Louis Lagrange, mathématicien français († 10 avril 1813).
- 1759 : Robert Burns, poète écossais († 21 juillet 1796).
- 1796 : William MacGillivray, naturaliste et ornithologue écossais († 4 septembre 1852).

### XIXesiècle
- 1826 : Pál Gyulai, écrivain et historien hongrois († 9 novembre 1909).
- 1843 : Hermann Amandus Schwarz, mathématicien allemand († 30 novembre 1921).
- 1874 : William Somerset Maugham, dramaturge et romancier britannique († 16 décembre 1965).
- 1876 : Amin Ali Nasser ad-Din, journaliste, romancier libanais († 6 octobre 1953).
- 1882 : Virginia Woolf, femme de lettres britannique († 28 mars 1941).Paul-Henri Spaak en 1957
- 1886 : 

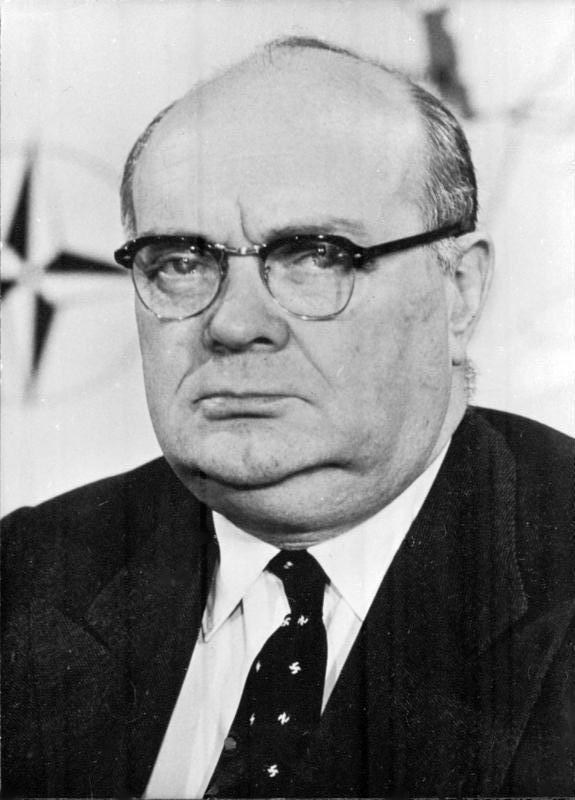
Paul-Henri Spaak en 1957

  - Helen Benson, universitaire néo-zélandaise († 20 février 1964).
  - Henri Edebau, homme politique belge († 20 janvier 1964).
  - Wilhelm Furtwängler, chef d'orchestre allemand († 30 novembre 1954).
  - Jeanne Matthey, joueuse de tennis française († 24 novembre 1980).
  - Emilio Petacci, acteur italien († 20 mars 1965).
  - Willie Smith, joueur de snooker britannique († 2 juin 1982).
- 1890 : René Génin, acteur français († 24 octobre 1967).
- 1891 : Marie Roserot de Melin, résistante et infirmière française († 6 mai 1962).
- 1899 : Paul-Henri Spaak, homme d'État belge, l'un des pères fondateurs de l'Union européenne († 31 juillet 1972).

### XXesiècle
- 1905 : Maurice Roy, cardinal canadien († 24 octobre 1985).
- 1909 : Kitani Minoru, joueur de go japonais († 19 décembre 1975).
- 1913 : Witold Lutosławski, compositeur et chef d'orchestre polonais († 7 février 1994).
- 1915 : Pierre Goubert, historien français († 16 janvier 2012).
- 1916 : Pop Ivy (en), joueur puis instructeur de football américain († 17 mai 2003).
- 1921 : Josef Holeček, céiste tchécoslovaque double champion olympique († 20 février 2005).
- 1923 : Rusty Draper (en), chanteur de country américain († 28 mars 2003).
- 1926 : Youssef Chahine, réalisateur, acteur, scénariste et producteur de cinéma égyptien († 27 juillet 2008).
- 1927 :
  - Raymond Bouchex, évêque catholique français († 9 mai 2010).
  - Fernie Flaman, défenseur de hockey sur glace canadien († 22 juin 2012).
  - Antônio Carlos Jobim, musicien brésilien († 8 décembre 1994).
- 1928 :
  - Edouard Chevardnadze, ministre des Affaires étrangères de l'URSS puis président de la Géorgie († 7 juillet 2014).Corazon Aquino lors de la remise du prix Ninoy Aquino en 2003.

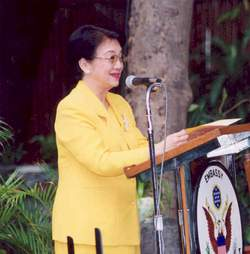
Corazon Aquino lors de la remise du prix Ninoy Aquino en 2003.

  - Jérôme Choquette, homme politique québécois († 1er septembre 2017).
- 1929 : Michael Michai Kitbunchu, cardinal thaïlandais.
- 1931 : Georges Chaulet, écrivain français pour la jeunesse († 13 octobre 2012).
- 1932 : Claude Béland, avocat et gestionnaire québécois († 24 novembre 2019).
- 1933 : 
  - Corazon Aquino, femme politique présidente des Philippines de 1986 à 1992 († 1er août 2009).
  - Donald Nicholls, pair et avocat britannique († 25 septembre 2019).
- 1935 : James Gordon Farrell, romancier britannique († 11 août 1979).
- 1937 : Ange-Félix Patassé, Président de la République centrafricaine († 5 avril 2011).
- 1938 :
  - Etta James, chanteuse américaine († 20 janvier 2012).
  - Leiji Matsumoto, auteur et dessinateur japonais de manga et anime.
  - Vladimir Vyssotski, chanteur russe († 25 juillet 1980).
- 1939 : Giorgio Gaber, chanteur, compositeur, acteur et dramaturge italien († 1er janvier 2003).
- 1940 : Paolo Graziosi, acteur italien  († 1er janvier 2022).
- 1941 : Michel Mallory (Jean-Paul Cugurno), auteur-compositeur-interprète français et corse, parolier pour  Sylvie Vartan.
- 1942 :
  - Carl Eller, joueur américain de football américain.
  - Eusébio da Silva Ferreira dit Eusébio, footballeur portugais († 5 janvier 2014).
  - Alfonso Gagliano, homme politique québécois d'origine sicilienne († 12 décembre 2020).
- 1943 :
  - Tobe Hooper, réalisateur américain († 26 août 2017).
  - Maurice Risch, acteur français.
- 1944 : Bernard Tschumi, architecte suisse.
- 1946 : Marie-Paule Belle, chanteuse française.
- 1947 : Tostão, footballeur brésilien.Jean-Marc Ayrault

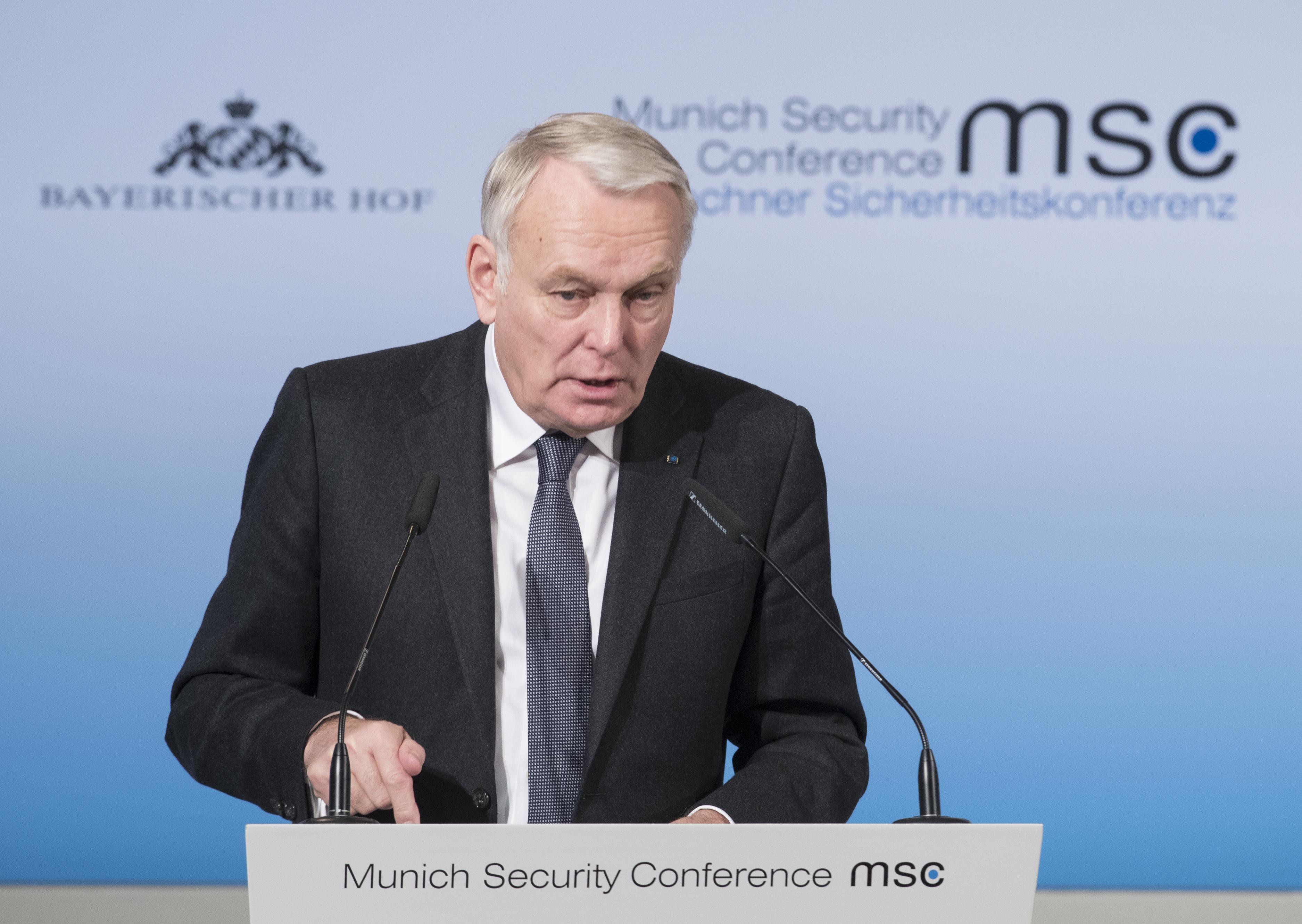
Jean-Marc Ayrault

- 1948 : Claude Mailhot, analyste, commentateur et chroniqueur de sports québécois.
- 1949 : Heidi Eisterlehner, joueuse de tennis allemande.
- 1950 : Jean-Marc Ayrault, homme politique français, maire de Nantes puis Premier ministre.
- 1951 :
  - Balor Moore (en), lanceur de baseball professionnel américain.
  - Steve Prefontaine, athlète américain († 30 mai 1975).
- 1955 :
  - Olivier Assayas, réalisateur français.
  - Tōru Iwatani, concepteur de jeux vidéo japonais.
- 1958 : 
  - Jürgen Hingsen, décathlonien allemand.
  - Christine Rollard, biologiste et arachnologue française.
- 1962 :
  - Chris Chelios, hockeyeur canadien.
  - Irina Dovgan, esthéticienne ukrainienne devenue célèbre du fait d'un cliché photo du New York Times.
  - Bruno Martini, footballeur français, gardien de but à l'international, entraîneur († 20 octobre 2020).Christophe Barbier au prix Bristol des Lumières en 2015.
- 1965 :

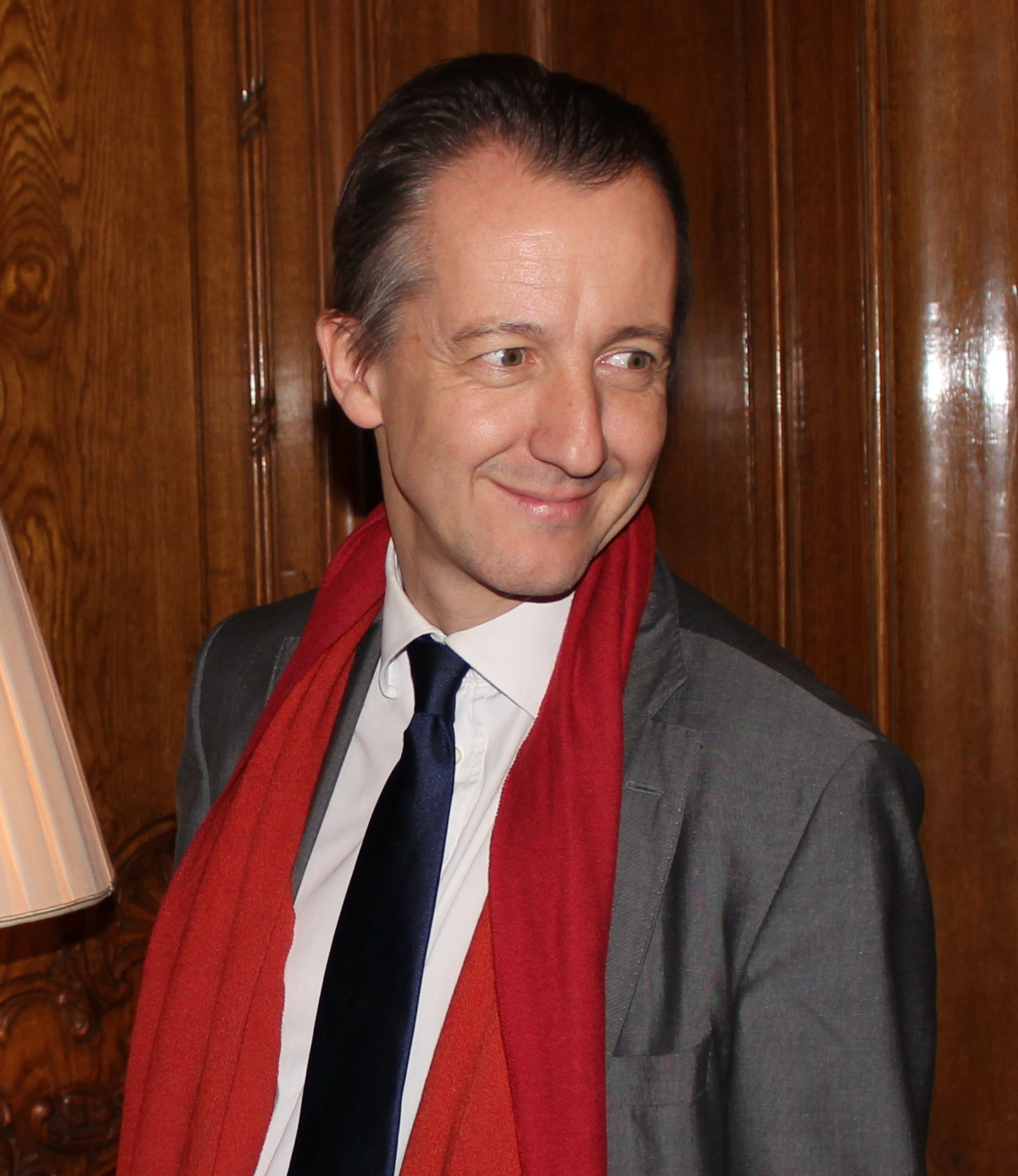
Christophe Barbier au prix Bristol des Lumières en 2015.

  - Eric Engstrom, programmeur américain († 1er décembre 2020).
  - Esa Tikkanen, hockeyeur finlandais.
- 1967 :
  - Christophe Barbier, journaliste français.
  - Mario Brunetta, gardien de but de hockey sur glace québécois.
  - David Ginola, footballeur puis animateur français.
  - Randy McKay, hockeyeur canadien.
  - Nicole Uphoff, cavalière allemande quadruple championne olympique.
- 1970 : Li Duihong, tireuse sportive chinoise championne olympique.
- 1971 :
  - Luca Badoer, pilote de F1 italien.
  - Ana Ortiz, actrice américaine.
  - Brett Aitken, coureur cycliste sur piste australien champion olympique.
- 1972 : 
  - Jean-Baptiste Brenet, universitaire français, historien de la philosophie à la Sorbonne, spécialiste d'Averroès.
  - Yuriy Melnichenko, lutteur kazakh champion olympique.
  - Sînziana Popescu, auteure et dramaturge Roumaine.
- 1975 : Tim Montgomery, athlète américain.

- 1976 : 

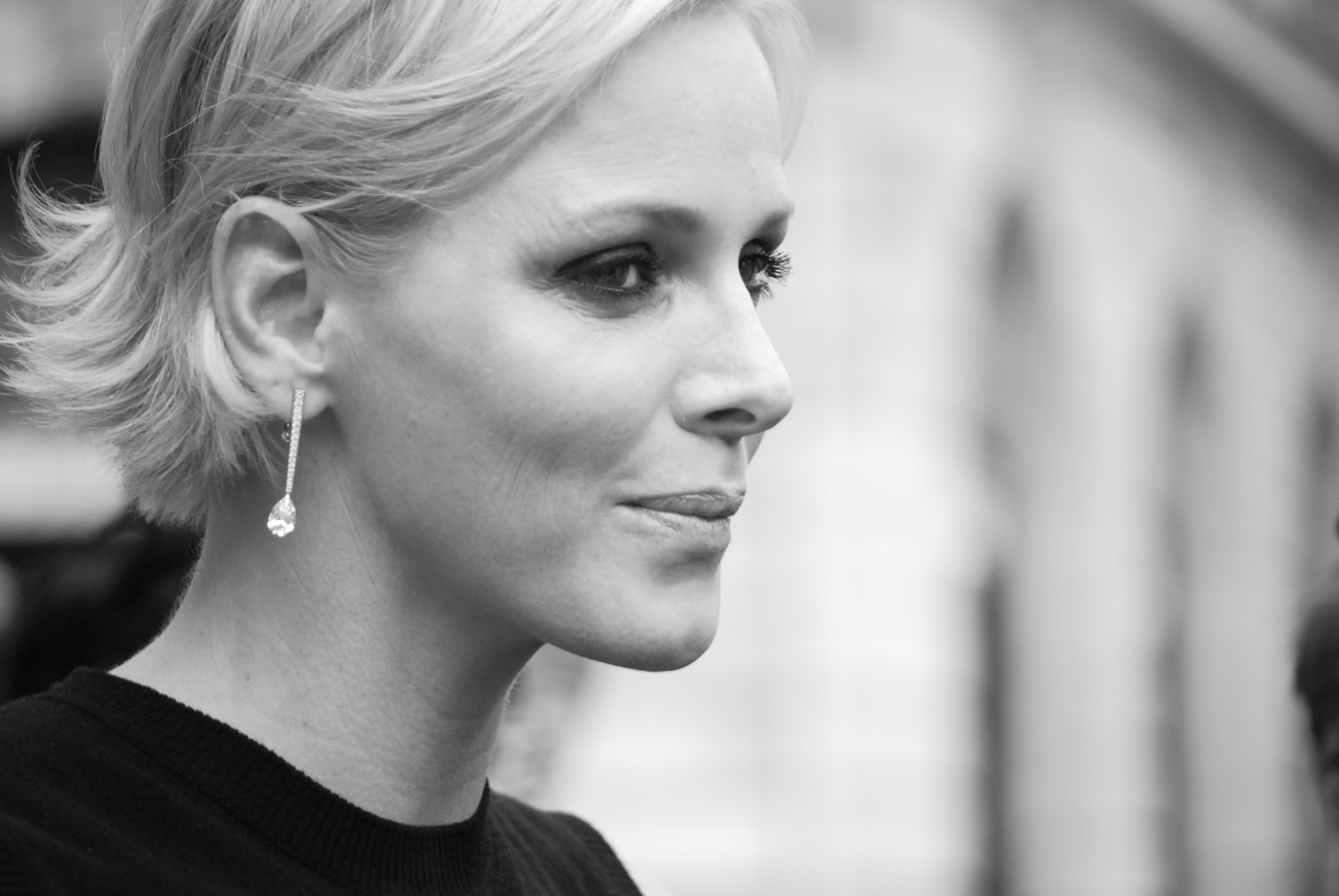
S.A.S. la princesse Charlène de Monaco à une inauguration "Louis Vuitton" à Paris le 3 juillet 2012.

  - Rachel Khan, écrivaine, actrice et chroniqueuse française de télévision.
  - Manja Kowalski, rameuse d'aviron allemande, championne olympique.
  - Kerstin Kowalski, rameuse d'aviron allemande, double championne olympique.
- 1978 :
  - Denis Menchov, cycliste russe.
  - Charlene Wittstock, nageuse sud-africaine devenue princesse consort de Monaco.
  - Volodymyr Zelensky, humoriste, acteur, scénariste, réalisateur, producteur, président ukrainien.
- 1979 : Christine Lakin, actrice américaine.
- 1980 :
  - Xavi Hernández, footballeur espagnol.
  - Michelle McCool, catcheuse américaine.
  - Christian Olsson, athlète suédois, champion olympique du triple-saut.
- 1981 :
  - Alicia Keys, chanteuse et musicienne américaine.
  - Clara Morgane (Emmanuelle Munos dite), actrice et chanteuse française.
- 1982 :
  - Noemi (Veronica Scopelliti dite), chanteuse italienne.
  - Sakurai Sho, chanteur et acteur japonais.
- 1983 : Andrée Watters, chanteuse québécoise.Hafsia Herzi au festival de Cannes de 2009.

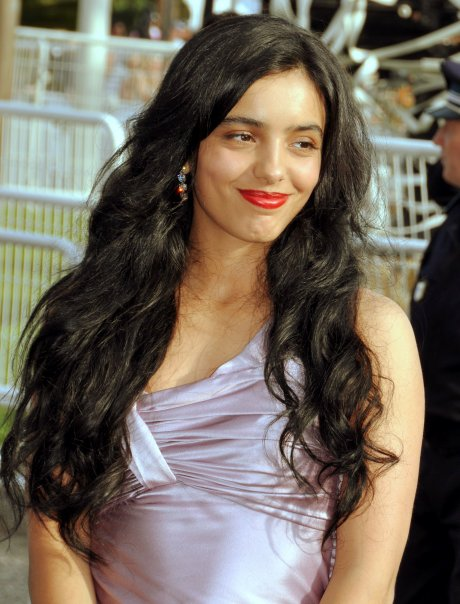
Hafsia Herzi au festival de Cannes de 2009.

- 1984 : Robinho, footballeur brésilien.
- 1985 :
  - Michael Trevino, acteur américain.
  - Jr O Crom (Karim Ballo dit), rappeur français du groupe Sexion d'Assaut.
- 1986 : 
  - Hafsia Herzi, actrice française.
  - Raha Moharrak, alpiniste saoudienne, première Saoudienne à avoir gravi l'Everest.
- 1987 : Maria Kirilenko, joueuse de tennis russe.
- 1988 :
  - Johan Gastien, footballeur français.
  - Tatiana Golovin, joueuse de tennis française.
- 1989 : Sheryfa Luna (Cherifa Babouche dite), chanteuse française.
- 1993 : Iris Mittenaere, Miss France 2016 et Miss Univers 2016.
- 1995 :
  - Benjamin Bok, joueur d'échecs néerlandais.
  - Carmen Bramly, romancière française.
  - Eduardo Estrada, coureur cycliste colombien.
  - Cédric Joly, céiste français.
  - Yorgelis Rodríguez, athlète cubaine.
  - Sarah Vaisse, nageuse française.
- 1996 : Adama Traoré, footballeur hispano-malien.
- 1997 :
  - Dominik Diem, joueur professionnel suisse de hockey sur glace.
  - Noah Hanifin, joueur professionnel de hockey sur glace américain.
- 1998 : Xisco Pires, footballeur andorran.
- 2000 : 
  - Johanita Scholtz, joueuse sud-africaine de badminton.
  - Rhuan da Silveira Castro, footballeur brésilien.
  - Remco Evenepoel, coureur cycliste belge

## Décès

### Vesiècle
- 477 : Genséric, roi des Vandales et des Alains (°C. 389).

### IXesiècle

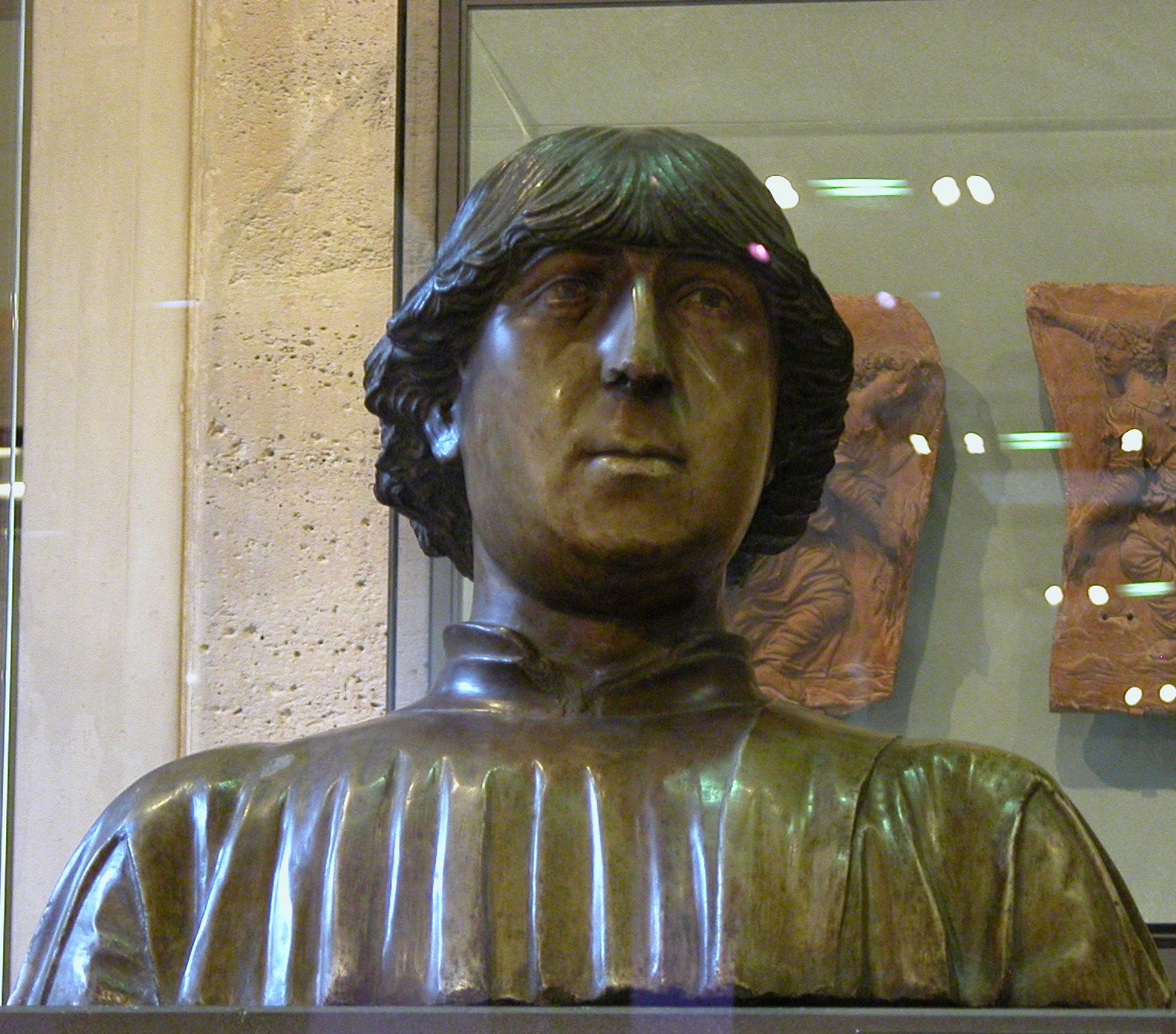
Buste de Ferdinand Ier de Naples

- 844 : Grégoire IV, pape (° inconnue).Buste de Ferdinand Ier de Naples

### XVesiècle
- 1431 : Charles II, duc de Lorraine (° 1364).
- 1494 : Ferdinand Ier, roi de Naples (° 1423).

### XVIesiècle
- 1559 : Christian II, roi de Danemark (° 2 juillet 1481).
- 1586 : Lucas Cranach le Jeune, peintre allemand (° 4 octobre 1515).

### XVIIesiècle
- 1627 : Louis Hébert, apothicaire français, premier colon établi en Nouvelle-France (° 1575).
- 1640 : Robert Burton, érudit anglais (° 8 février 1577).
- 1670 : Nicolas-François de Vaudémont, duc de Lorraine (° 6 décembre 1609).

### XVIIIesiècle
- 1726 : Guillaume Delisle, cartographe français (° 28 février 1675).Théo(dore) Van Gogh en 1878

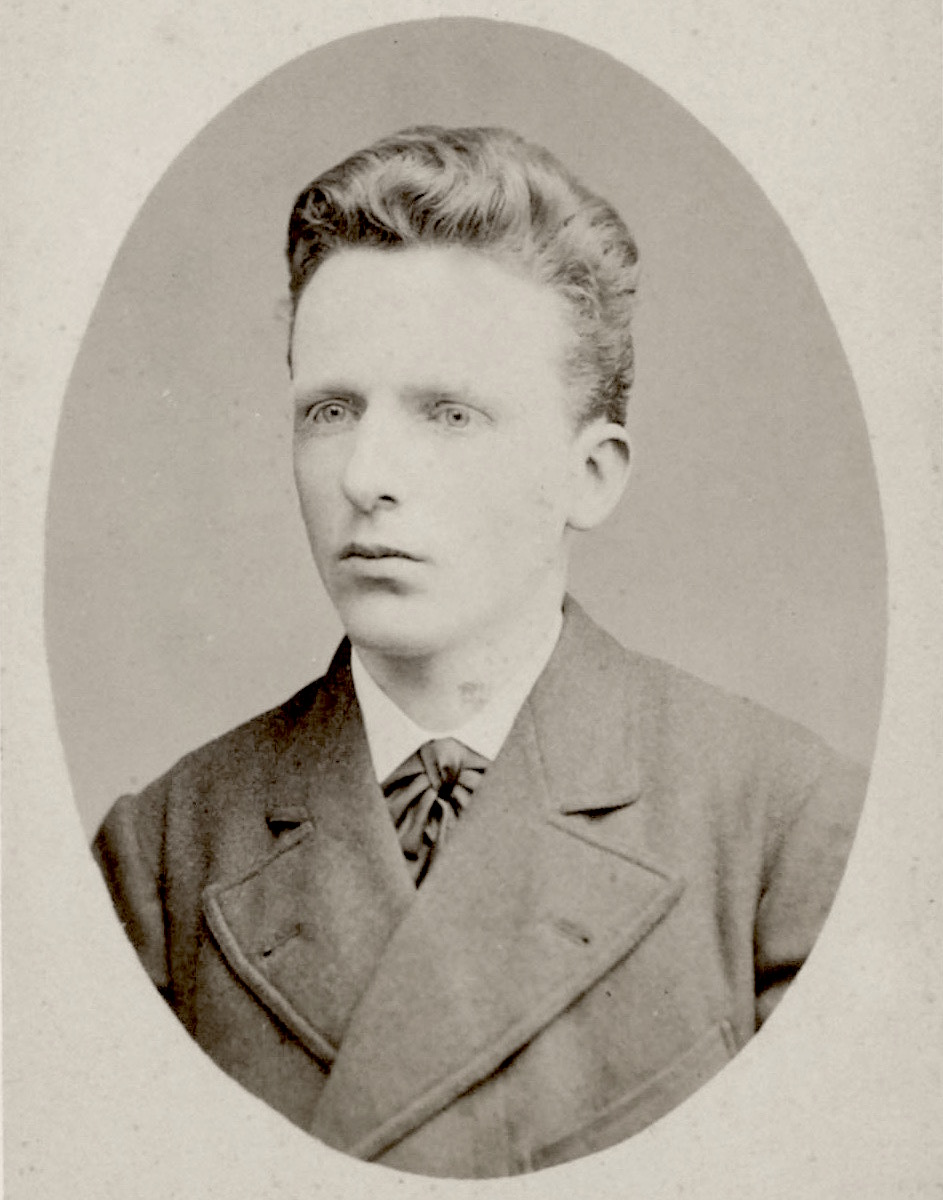
Théo(dore) Van Gogh en 1878

### XIXesiècle
- 1871 : Proby Thomas Cautley, ingénieur et paléontologue britannique (° 3 janvier 1802).
- 1885 : 
  - Louis Langomazino, militant républicain français (° 11 septembre 1820).
  - Jean-Jacques Denis Mauron, homme politique suisse (° 8 octobre 1810).
  - John H. Munroe, homme politique canadien (° 1820).
- 1886 : 
  - Rodolphe-Ernest de Fontarèches, homme politique français (° 1796).
  - Pierre Goguet, notaire et homme politique français (° 12 mai 1830).
  - Jules Guérin, médecin belge (° 11 mars 1801).
- 1891 : Théo Van Gogh, négociant d'art néerlandais, frère de Vincent (° 1er mai 1857).

### XXesiècle
- 1901 : Prosper-Olivier Lissagaray, homme politique français (° 24 novembre 1838).
- 1906 : Pierre-Lambert Goossens, cardinal belge (° 18 juillet 1827).
- 1908 : Ouida (Maria Louise Rame dite), écrivaine britannique (° 1er janvier 1839).
- 1945 : René Carmille, polytechnicien français, créateur du Service national des statistiques (° 8 janvier 1886).
- 1947 : Al Capone, gangster américain (° 17 janvier 1899).
- 1952 : Sveinn Björnsson, 1er Président de la République d'Islande (° 27 janvier 1881).
- 1958 : Pierre Colombier, cinéaste français (° 18 mars 1896).
- 1961 : Nadejda Oudaltsova, peintre et dessinatrice russe puis soviétique (° 10 janvier 1886).
- 1962 : 
  - André Lhote, peintre français (° 5 juillet 1885).
  - Hrand Nazariantz, écrivain et poète arménien naturalisé italien (° 8 janvier 1886).
- 1975 : Charlotte Whitton, femme politique et militante sociale canadienne (° 8 mars 1896).
- 1976 : Chris Kenner (en), chanteur et compositeur américain (° 25 décembre 1929).
- 1981 : Adele Astaire, danseuse américaine, sœur de Fred Astaire (° 10 septembre 1896).
- 1982 : Mikhaïl Souslov, homme politique soviétique, idéologue du PCUS (° 21 novembre 1902).
- 1985 : Kenneth Spearman « Kenny » Clarke, musicien américain (° 9 janvier 1914).
- 1988 :
  - Boris Koulaguine, joueur et entraîneur de hockey sur glace soviétique (° 31 décembre 1924).Hédi Nouira

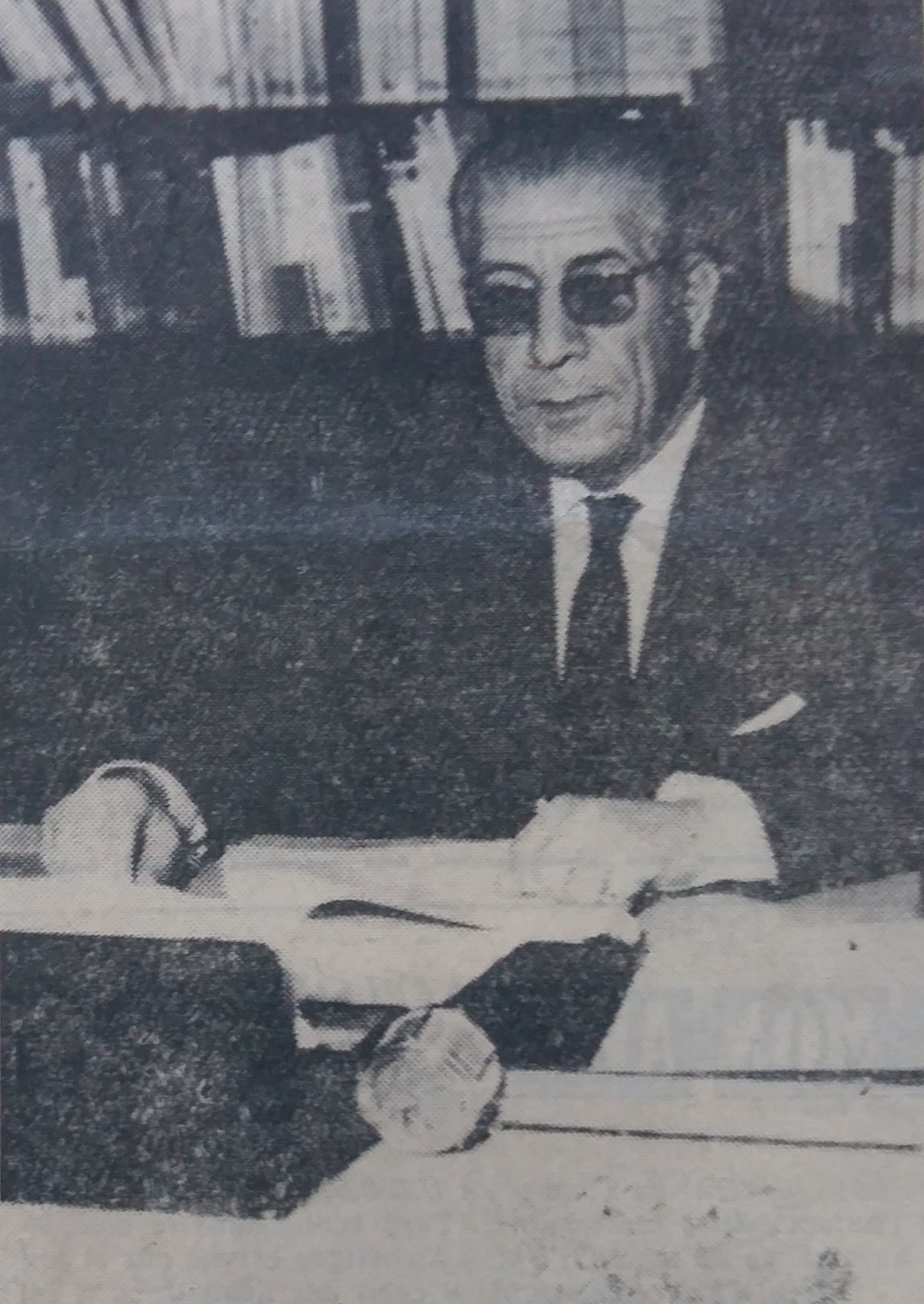
Hédi Nouira

  - Colleen Moore, actrice américaine (° 19 août 1900).
- 1990 :
  - Ava Gardner, actrice américaine (° 24 décembre 1922).
  - Georges Mantha, hockeyeur québécois (° 29 novembre 1908).
- 1993 : Hédi Nouira, homme politique tunisien, premier ministre de 1970 à 1980 (° 5 avril 1911).
- 1994 : Stephen Cole Kleene, mathématicien américain (° 5 janvier 1909).
- 1995 : John Smith, acteur américain (° 6 mars 1931).
- 1996 : 
  - Ruth Berghaus, chorégraphe allemande (° 2 juillet 1927).
  - Jonathan Larson, réalisateur et compositeur américain (° 4 février 1960).
  - Youri Levitanski, poète et traducteur soviétique puis russe (° 22 janvier 1922).
- 1997 :
  - Werner Aspenström, poète suédois (° 13 novembre 1918).
  - Dan Barry, auteur de bandes dessinées américain (° 11 juillet 1923).
  - Donald Beer, rameur américain (° 31 mai 1935).
  - James Boyd, boxeur américain (° 30 novembre 1930).
  - Manuel Tuñón de Lara, historien et professeur d'université espagnol (° 8 septembre 1915).
- 1998 :
  - Sidney Cole, producteur, scénariste, monteur et réalisateur britannique (° 31 octobre 1908).
  - Jean Rougerie, acteur français (° 9 mars 1929).
- 1999 :
  - Élie Kagan, photographe français (° 26 mars 1928).
  - Henri Rochereau, homme politique français (° 25 mars 1908).
  - Robert Shaw, chef de chœur américain (° 30 avril 1916).
  - Korehito Kurahara, critique littéraire japonais (° 26 janvier 1902).

### XXIesiècle
- 2001 : Guy Tréjan, comédien français (° 18 septembre 1921).
- 2002 : Willard Estey, juge de la Cour suprême du Canada (° 10 octobre 1919).
- 2004 : 
  - Fanny Blankers-Koen, athlète de sprint néerlandaise (° 26 avril 1918).
  - Miklós Fehér, footballeur hongrois (° 20 juillet 1979).
- 2005 :
  - Philip Johnson, architecte américain (° 8 juillet 1906).
  - Ray Peterson (en), chanteur américain (° 23 avril 1939).
  - Max Velthuijs, auteur et illustrateur néerlandais (° 22 mai 1923).
  - Jeanette Witziers-Timmer,  athlète de sprint néerlandaise (° 22 juillet 1923).
- 2009 : Gérard Blanc, chanteur français (° 8 décembre 1947).
- 2013 :
  - Martial Asselin, homme politique québécois (° 3 février 1924).Demis Roussos en 1973

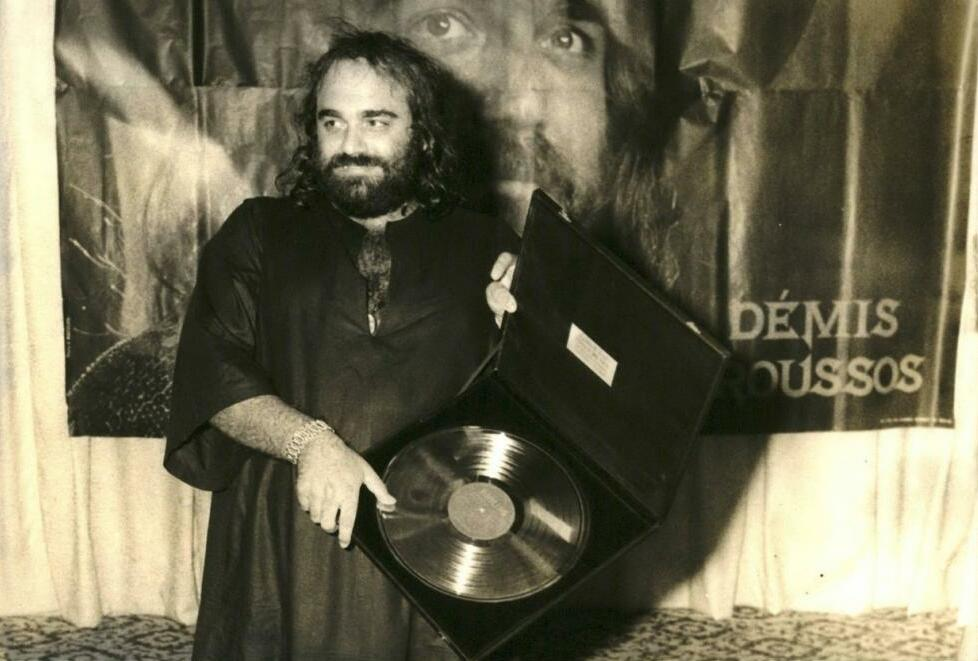
Demis Roussos en 1973

  - Normand Corbeil, compositeur québécois de musique pour le cinéma et la télévision (° 6 avril 1956).
- 2015 : Demis Roussos, chanteur et musicien grec (° 15 juin 1946).
- 2016 : Denise Duval, cantatrice française (° 23 octobre 1921).
- 2017 :
  - John Hurt, acteur britannique (° 22 janvier 1940).
  - Mary Tyler Moore, actrice américaine (° 29 décembre 1936).
  - Marcel Prud'homme, homme politique canadien (° 30 novembre 1934).
- 2018 :
  - Hope Black, scientifique australienne (° 1919).
  - Thomas Benjamin « Tommy » Banks, musicien et homme politique canadien (° 17 décembre 1936).
  - Neagu Djuvara, historien et diplomate roumain et français (° 31 août 1916).
- 2021 : James Gita Hakim, chercheur zimbabwéen (° 14 mai 1954).
- 2022 : Etchika Choureau, actrice française (° 12 novembre 1929).
- 2023 : 
  - Taijirō Amazawa, poète, traducteur et théoricien de la littérature japonais (° 21 juillet 1936).
  - Anne Denieul-Cormier, archiviste paléographe et historienne française (° 4 mars 1928).
  - Maria Deroche, architecte française (° 21 juillet 1938).
  - Norman Dilworth, artiste de l'abstraction géométrique britannique (° 12 janvier 1931).
  - Anselme Enerunga, homme politique congolais (° 21 avril 1967).
  - Roger Louret, comédien, dramaturge et metteur en scène français (° 20 mai 1950).
  - Beate Schnitter, architecte suisse (° 20 août 1929).
  - Pierre Verdet, journaliste et écrivain français (° 16 février 1950).
  - Cindy Williams, actrice américaine (° 22 août 1947).
- 2024 : 
  - Ger Connolly, homme politique irlandais (° 16 avril 1937).
  - Stanley G. Crawford, écrivain américain (° 2 octobre 1937).
  - Bat-Sheva Dagan, écrivaine israélienne, survivante des camps d’extermination (° 8 septembre 1925).
  - Frédéric Edelmann, journaliste français (° 16 août 1951).
  - Michel Hausser, vibraphoniste et accordéoniste français (° 7 février 1927).
  - Alain Lestié, peintre et essayiste français (° 6 août 1944).
  - Abasse Ndione, écrivain sénégalais (° 16 décembre 1946).
  - Jean-Pierre Nonault, homme politique congolais (° 23 mars 1937).
  - Kenneth Eugene Smith, tueur à gages américain, premier condamné à mort exécuté par inhalation forcée d'azote (° 4 juillet 1965).
  - Ingrid Strobl, journaliste et écrivain autrichienne (° 6 avril 1952).
  - Klaus Thielmann, homme politique est-allemand puis allemand (° 29 octobre 1933).
- 2025 :
  - Marlène Canguio, athlète de haies française (° 10 mars 1942).
  - Ikujiro Nonaka, économiste japonais (° 10 mai 1935).
  - Anastase de Tirana, primat de l'Église orthodoxe albanaise (° 4 novembre 1929).
  - Greg Bell, athlète de saut en longueur américain (° 7 novembre 1930).
  - Dražen Dalipagić, basketteur puis entraîneur yougoslave puis serbe (° 27 novembre 1951).
  - Fathi Derder, journaliste suisse (° 4 décembre 1970).
  - Gloria Romero, actrice américano-philippine (° 16 décembre 1933).

## Célébrations
- En Extrême-Orient : date possible pour le début du nouvel an asiatique entre 21 janvier et 20 février au gré de la Lune.

### Nationales
- Écosse (Royaume-Uni) et diaspora écossaise : souper de Burns durant la nuit de Burns en l'honneur du poète écossais Robert Burns, au cours de laquelle on déguste du haggis en récitant des poèmes.
- France : journée nationale contre le sexisme pour une société plus égalitaire.
- Pays de Galles (Royaume-Uni) et diaspora galloise : Dydd Santes Dwynwen (en) ou fête de sainte Dwynwen la sainte patronne locale des amoureux (voir 14 février là et ailleurs).
- Honduras : día de la mujer hondureña ou journée de la femme hondurienne[6].Du haggis écossais.

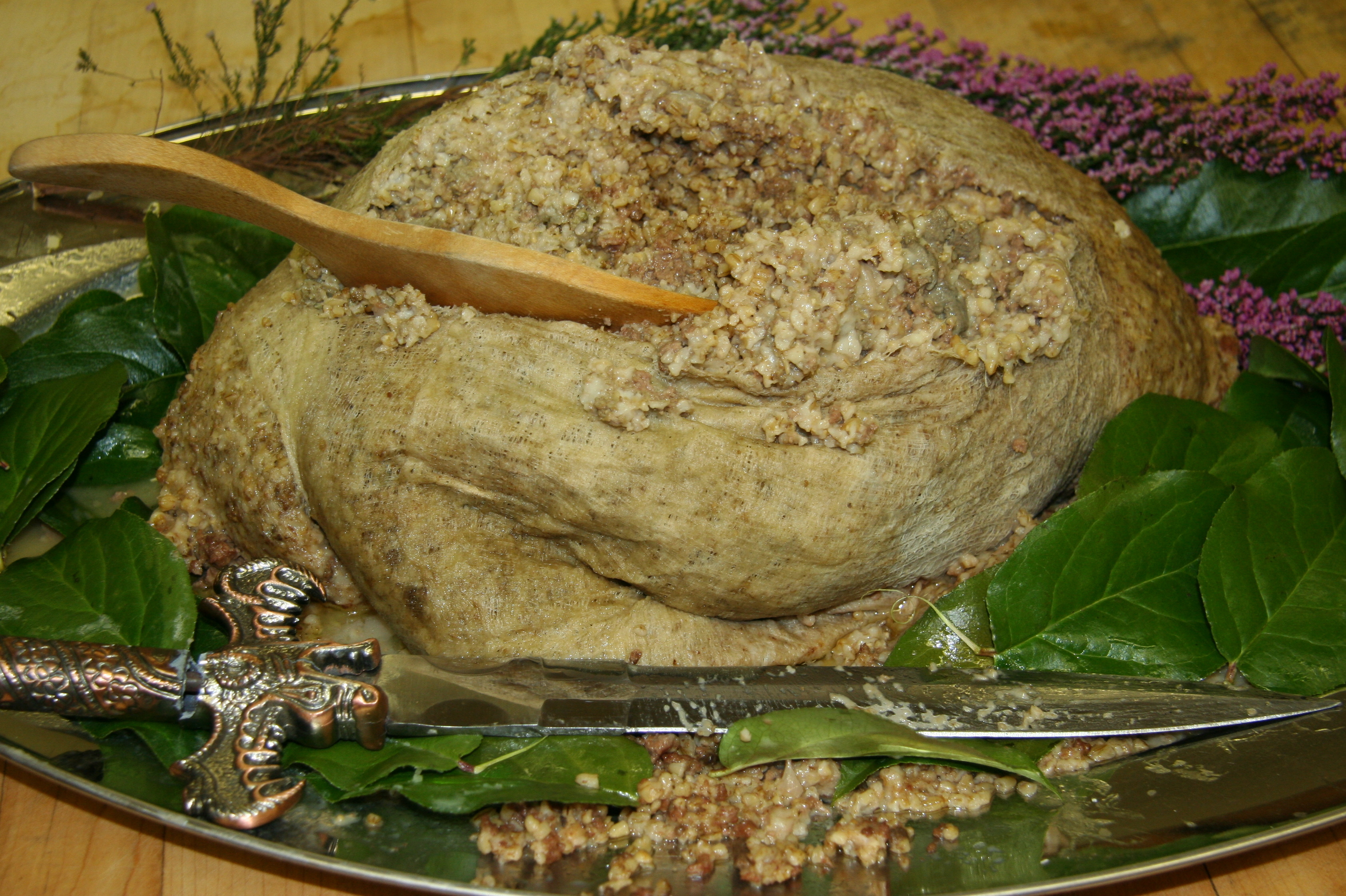
Du haggis écossais.

- Russie : Татьянин день (ru), Tatyanin den'  ou journée de Tatiana commémorant la fondation de l'université d'État de Moscou par Ivan Chouvalov fils de Tatiana Rodionovna en 1755.

### Religieuses
- Fêtes religieuses romaines : entre 24 et 26 ianuarius, possible jour de la première moitié des Sementivae (en), Feriae Sementivae, Sementina dies ou Paganalia, jours et fêtes annuelles de semences en l'honneur de la déesse de la Terre Mère, Mère Terre (/) Tellus équivalente de la Gaïa grecque (seconde moitié honorant Cérès ou Déméter à partir du 2 février ou februarius suivant).
- Scientologie : Criminon Day commémorant la fondation en 1970 du programme scientologue "Criminon" visant à aider à la réhabilitation des prisonniers.
- Christianisme : conversion de Paul ou paulinienne à la suite de sa chute « illuminée » de cheval de persécuteur de premiers chrétiens sur le chemin de Damas (datation par l'Église catholique un mois jour pour jour après Noël, comme une énième épiphanie et en période de rallongement de la lumière du jour dans l'hémisphère nord, le seul connu pendant longtemps en Orient et en Occident).

### Saints des Églises chrétiennes

#### Saints des Églises catholiques et orthodoxes
Saints des Églises catholiques et orthodoxes :
- Agilée († 300), martyr à Carthage.
- Amarin († 676), moine et martyr.
- Ananie de Damas († 60), compagnon de saint Paul.
- Apollon († IVe siècle), ascète en Égypte persécuté sous l'empereur Julien.Saint Ananie rend la vue à saint Paul par Pierre de Cortone en 1631

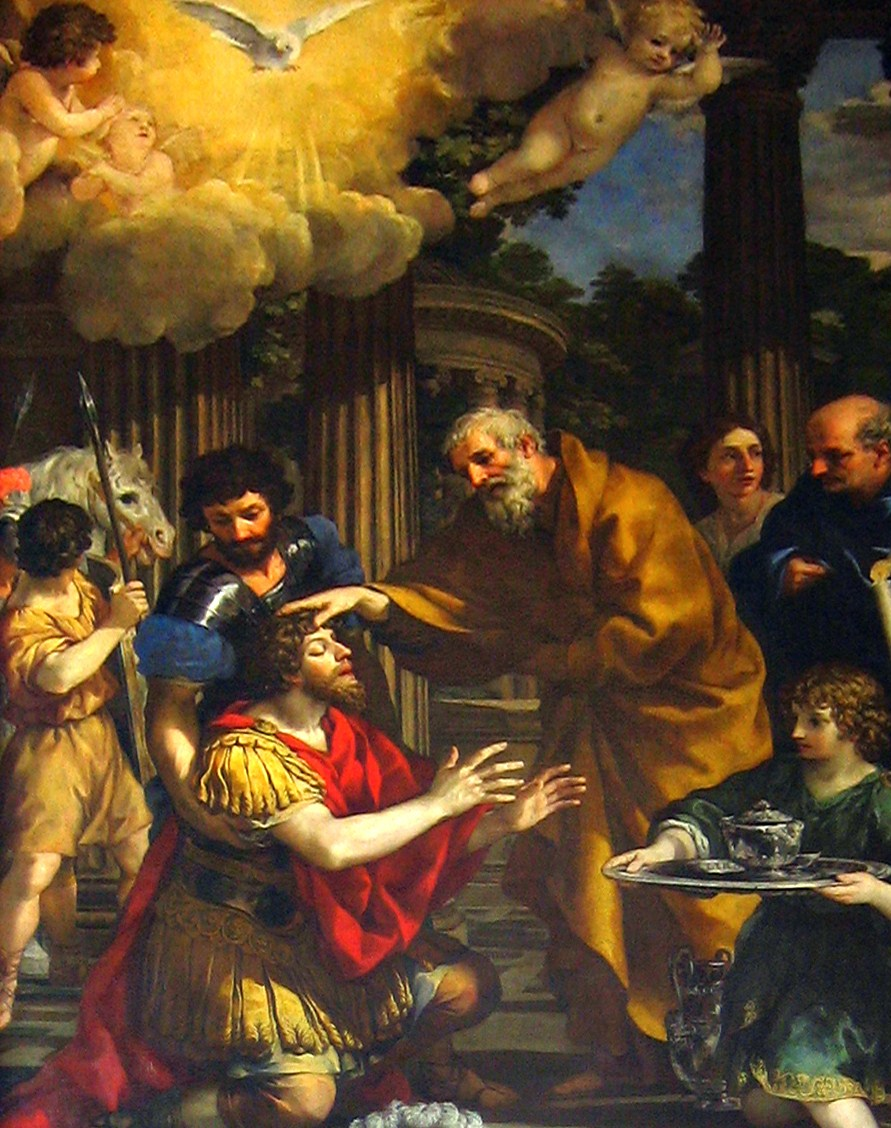
Saint Ananie rend la vue à saint Paul par Pierre de Cortone en 1631

- Artémas de Pouzzoles († 304), écolier de Pouzzoles martyr en Campanie.
- Bretannio (en) († 380), évêque de Tomis qui confessa la foi devant l'empereur arien Valens.
- Castin († 237), sénateur de Rome élu évêque d'Argyropolis qui transféra son siège à Byzance.
- Dimitrios le Skevophylaxe († VIIIe siècle), diacre à Constantinople.
- Éochod (†VIIe siècle), moine écossais disciple de saint Colomba d'Iona évangélisateur de l'Écosse.
- Grégoire de Nazianze († 390), évêque de Nazianze puis archevêque de Constantinople, docteur de l'Église - date orthodoxe. Fêté le 2 janvier en Occident.
- Juventus et Maximus († 363), officiers de la garde de l'empereur romain Julien, martyrs à Antioche.
- Mar († 430), reclus en Syrie.
- Palémon († IVe siècle), anachorète en Égypte.
- Paul († 64) : célébration de sa conversion sur le chemin de Damas[9] (mais les Paul et variantes sont plutôt fêtés les 29 juin, et les Paule dès le lendemain).
- Poppon de Stavelot († 1048), Abbé.
- Priest de Clermont († 674), 27e évêque de Clermont-Ferrand et martyr avec saint Amarin, abbé de Clermont.
- Project (†VIIIe siècle), diacre et martyr à Casale en Italie.
- Publius († 380), ermite.

#### Saints et bienheureux des Églises catholiques
Saints et bienheureux des Églises catholiques :
- Antoine d'Amandola (it) († 1450), bienheureux ermite de Saint Augustin italien.
- Antoine Swiadek (pl) (✝ 1945), bienheureux prêtre polonais martyr à Dachau.
- Arcangela Girlani († 1494), bienheureuse religieuse carmélite italienne.
- Francesco Zirano († 1603), bienheureux franciscain italien martyr à Alger.
- Henri Suso († 1366), bienheureux mystique dominicain allemand.
- Manuel Domingo y Sol († 1909), bienheureux prêtre catalan fondateur des prêtres ouvriers du Sacré-Cœur de Jésus.
- Thérèse Grillo Michel († 1944), bienheureuse religieuse italienne fondatrice des petites sœurs de la Divine Providence.

#### Saints orthodoxes,aux dates parfois"juliennes"ou orientales
Saints des Églises orthodoxes :
- Auxence l'Épirote / Auxence d'Épire (Αυξία στερείται) († 1720), originaire de l'Épire en Grèce, fourreur puis marin, martyr par la main de Turcs à Constantinople.
- Moïse de Novgorod († 1362), moine et évêque.
- Vladimir († 1918, Vladimir de Kiev, métropolite de Kiev, martyr ; fêté par l'Église russe le 7 février du grégorien.
- Tous les martyrs de la révolution russe de 1918 à 1988.

### Prénoms du jour[Où?]
Bonne fête aux Manuel et ses variantes ou dérivés : Amaniu, Imanol, Immanuel, Manolo, Manuela ; leurs diminutifs : Manolito, Manou, Manu, Manuelita (voir aussi 25 décembre) ;
et aussi aux :
- Artémas et ses variantes ou dérivés : Artème, Artémia, Artémie, Artémis, Artemisia, Artémisia, Arthème,
- aux Konhouarn,
- Poppon ;
- éventuellement aux Gaïa, Tellus, Terra, Terre.

## Traditions et superstitions

### Fête écossaise
- Le 25 janvier est le jour anniversaire de la naissance du poète national de l'Écosse Robert Burns et donne alors lieu à une sorte de fête nationale officieuse du souper de Burns (voir précédemment).

### Dictons
- « À la saint-Paul, de gros brouillards si la terre est couverte ; selon le dire des vieillards, mortalité nous est ouverte. »[10]
- « À la saint-Paul, l'hiver se rompt le cou ou pour quarante jours se renoue. »[11]
- « À la saint-Paul, s'entrebattent les vents, celui qui l'emporte dominera l'an. »[12]
- « De Saint Paul, la claire journée nous annonce une bonne année. »[13]
- « Le froid à la saint-Paul n'a plus qu'une épaule. »[Cosson 1]
- « Le jour de la saint-Paul, l'hiver se rompt le col. »[14]
- « Les vents se battront comme des chiffonniers du jour de la conversion de saint Paul à la saint Blaise (3 février). »[15]
- « Soleil de saint Priest, abondance de millet. »[16]
- « Un mois avant, un mois après Noël, le froid est bon et naturel. »[Cosson 2]

### Astrologie
- Signe du zodiaque : 5e jour du signe astrologique du Verseau.

## Toponymie
- Plusieurs voies, places, sites ou édifices de pays ou provinces francophones contiennent la date du jour dans leur nom : voir Vingt-Cinq-Janvier .